# Lyngen
69°34′34″N 20°13′4″Ø / 69.57611°N 20.21778°Ø
Lyngen kommune (nordsamisk: Ivggu suohkan, kvænsk: Yykeän komuuni) ligger i Troms og Finnmark fylke i Norge. Kommunen ligger mellem fjordene Lyngen og Ullsfjorden. Kommunen grænser i vest til kommunerne Karlsøy og Tromsø og i øst til Skjervøy, Nordreisa, Kåfjord og Storfjord. Administrationscentret er Lyngseidet, med 854 indbyggere (1. jan. 2006, SSB).

## Historie
De ældste tegn på bosættelse i Lyngen er fra yngre stenalder (fra 3000 f.Kr. til år 1). Der findes dog endnu ældre tegn til menneskelig bosættelse, fra helt op til 4.000-5000 f.Kr. i Karlsøy og Tromsø kommune. De ældste skriftlige beretninger om befolkningen på Nordkalotten er fra den romerske historiker Tacitus. I bogen Germania fra år 98 e.Kr. beskriver han samerne. De var dygtige jægere, boede i telte, og kaldte hjemlandet Sápmi. Også Ottar fra Hålogaland, høvdingen sandsynligvis bosat et sted i Malangen, nævner samerne i sin beretning fra ca. år 890 e.Kr. Han fortæller, at nord for hvor han selv bor, er landet øde med undtagelse af fiskere, fuglefangere og jægere.
Udbredelsen af fiskeri og handel med fisk udviklede sig i 1100-tallet. De rige fiskeforekomster og gode muligheder for handel med fisk og import af bl.a. korn via hanseaternes handelsnet fra Bergen videre ud i Europa, førte til øget norsk bosættelse i regionen. I Nord-Troms voksede de første fiskelejer op i 1300-tallet på Torsvåg, Kvitnes og Karlsøy. Fra 1700 fulgte også en kirkebygning. I Lyngen blev den første kirke opført på Karnes i 1731.
Da tyske styrker trak sig tilbage fra Finnmarken i oktober 1944 og nedbrændte en femtedel af norsk område, var de overbevist om, at Den røde hær ville trænge så langt syd i Norge som Narvik. Derfor etablerede general Lothar Rendulic en ny forsvarslinje ved Lyngen, hvad der krævede helt enorme resurser, fordi alle fæstningsanlæg, veje og broer i tilknytning til linjen skulle stå færdige inden 1. maj 1945. I Kvesmenes–Lyngen-området blev et højt antal sovjetiske krigsfanger i oktober 1944 hentet til arbejdet med Lyngenlinjen. I Kitdalen og dens sidedaler blev der oprettet otte fangelejre for i alt 7-8.000 krigsfanger. I et kompagni på 272 krigsfanger overlevede kun 35. Med bizar humor opkaldte tyskerne de usle fangelejre efter glamorøse vintersportssteder i Østrig, Mallnitz, Gastin og Kitzbühl. Mallnitz i Kitdalen var allerværst. Der manglede de russiske fanger alt af tøj og sko, og holdt til usle skur uden opvarmning eller senge. Kondensering fik fangerne til at fryse fast til væggene, når nattekulden slog ind. I december 1944 begyndte 20. Bergarmee den systematiske udsultning. Var en fange for syg til at klare arbejdet, fik han heller ingen mad. Mallnitz-lejren i Norddalen var en regulær dødslejr, hvortil syge og udsultede krigsfanger blev sendt for at dø. En allieret krigsforbryderkommission afdækkede tre tilfælder af kannibalisme blandt de udsultede fanger. En russer havde stegt og spist hjernen til en medfange, der var henrettet med et skud i hovedet. Tre andre fanger havde spist af låret fra en død medfange. I maj 1945 nåede rygterne om Mallnitz oberst Otto Munthe-Kaas, der fik nedsat en undersøgelseskommission med engelske, amerikanske, norske, sovjetiske og svenske repræsentanter. Sammen med norske og svenske patologer rejste de til lejren, hvor tyskerne havde prøvet at tildække gravene, men overlevende fanger udpegede fire massegrave. Hver enkelt af de døde blev gravet op, obduseret og fotograferet.

## Geografi
Lyngen kommune udgør det meste af halvøen mellem Lyngenfjorden og Ullsfjorden; afstanden mellem fjordene er kun 3 kilometer.
Landskabet domineres af fjelde, særlig bjergmassivet Lyngsalperne, som også har fylkets højeste top Jiehkkevárri (1.833 m).
Navnet Lyngen viser oprindeligt til fjorden Lyngen og kommer af det norrøne ord logn med betydningen "stille, rolig" (tilsvarende svensk lugn). Fjorden er fylkets største, og skærer 85 km ind i landet.
Den 20. februar 2004 blev Lyngsalpan landskabsbeskyttelsesområde oprettet i statsrådet. Dette sikrer et af Nord-Norges mest storslåede og markante fjeldområder for fremtiden. Det fredede område er præget af dramatiske tinder, bræer, vilde og trange dale og landskaber som styrter fra højfjeld og direkte ned i havet.
Lyngen ligger i Nord-Troms, som sammen med Finnmark fylke har særregler for skat og eftergivelse af studielån.

## Personer fra Lyngen
- Charlotte Gotaas (†1887), skribent[7][8][9]
- Joachim Giæver († 1925)[10]
- Just Qvigstad († 1957)[11]
- Kirsten Hansteen († 1974), politiker, Norges første kvindelige regeringsmedlem
- Paulus Utsi († 1975), samisk digter[12]
- Sigmund Steinnes, politiker, stortingsmand († 2018)
- Trond Berg (1934), biolog, professor[13][14]
- Arne Blix (1954–), chefredaktør
- Ole-Anton Teigen (1954–), politiker, stortingsmand
- Runo Isaksen (1968–), forfatter